# رناتو لونگو
رناتو لونگو (ایتالیایی: Renato Longo؛ زادهٔ ۹ اوت ۱۹۳۷) دوچرخه‌سوار اهل ایتالیا است.
وی در مسابقات کشوری و بین‌المللی در مجموع برندهٔ ۵ مدال طلا، ۲ مدال نقره، ۱ مدال برنز شده‌است.